# Tamphana praecipua
Tamphana praecipua is een vlinder uit de familie van de Apatelodidae (Bombycidae). De wetenschappelijke naam van de soort is voor het eerst geldig gepubliceerd in 1905 door William Schaus.